# Várzeatrast
Várzeatrast (Turdus sanchezorum) är en fågel i familjen trastar inom ordningen tättingar. Den förekommer i delar av Amazonområdet i Sydamerika. Arten minskar i antal, men beståndet anses vara livskraftigt.

## Utseende och läte
Várzeatrasten är en stor gråbrun trast. Strupen är vit med brun streckning och näbben är gul. Liknande flodtrasten och svartnäbbad trast har båda svarta näbbar. Sången är långsam och visslande. Bland övriga läten hörs ett jamande och snabba "cuk".

## Utbredning och systematik
Fågeln återfinns i Amazonområdet, i norra och centrala Peru och sydvästra Brasilien. Den beskrevs som en ny art så sent som 2011. Populationen har tidigare behandlats som en underart av flodtrast (T. hauxwelli), men studier visar att det rör sig om en egen art.

## Levnadssätt
Várzeatrasten har fått sitt namn utifrån biotopen várzea, där den återfinns, vilket är flodnära, säsongsöversvämmad skog i Amazonas. Den hittas även lokalt i savann och vitsandsskogar där den mestadels födosöker på relativt låg nivå. 

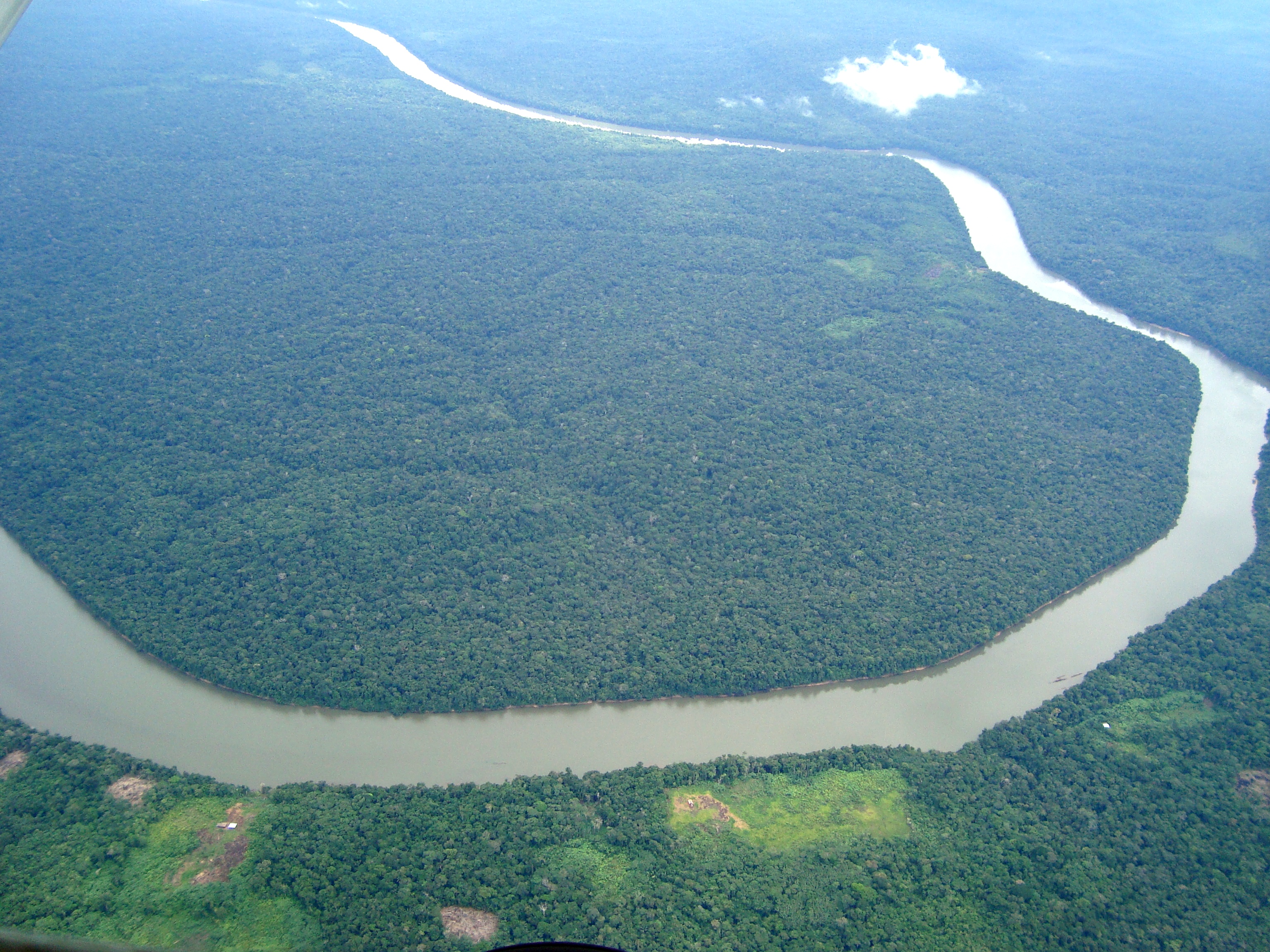
Fågeln är uppkallad efter skogstypen várzea, en sorts säsongsvis översvämmad skog i Amazonområdet.

## Status och hot
Arten har ett stort utbredningsområde, men tros minska i antal, dock inte tillräckligt kraftigt för att den ska betraktas som hotad. Internationella naturvårdsunionen IUCN listar arten som livskraftig (LC).